# Papa Sergiu I
Papa Sergiu I (n. 650 d.Hr., Palermo, Imperiul Roman de Răsărit – d. 12 septembrie 701 d.Hr., Roma, Imperiul Roman de Răsărit) a fost un papă al Romei. A ajuns în această funcție probabil pe data de 15 decembrie 687. După decesul papei Conon doi candidați, arhidiaconul Paschali și arhipreotul Teodor al II-lea s-au certat pentru episcopatul Romei. Însă, poporul roman ca și clerul simplu l-au ales pe Sergiu. Se știe că pentru a-și da acordul, exarhul de Ravenna Ioan Platys a pretins suma de 50 de kilograme de aur, promisă de Paschalis.
Sergiu era originar dintr-o familie de imigranți proveniți din Antiohia, Siria. S-a născut la Palermo și și-a petrecut și copilăria în Sicilia. Toată viața lui s-a implicat puternic în favoarea creștinizării Angliei. Regele vest-saxon (Sf.) Caedwalla a fost botezat de el, de asemenea l-a sprijinit pe Sf. Aldhelm (starețul de la Malmesbury) și l-a numit episcop de Utrecht pe englezul Sf. Willibrord, trimițându-l să predice în Frizia.
În jurul anului 693 a intrat în conflict cu împăratul Bizanțului Iustinian al II-lea, căci a refuzat să semneze actele Conciliului „Quinisext”. Din chestiunile de conflict au făcut parte condamnarea lui Honoriu I, ca și mult discutata egalitate protocolară a Patriarhului de la Constantinopol cu Papa de la Roma, precum și interzicerea de a se ține post în zilele de sâmbătă și înfățișarea lui Iisus ca Agnus Dei.
Efortul împăratului Iustinian al II-lea de a-l aresta pe papă și de a-l transporta la Constantinopol, a eșuat datorită rezistenței milițiilor cetățenilor din Roma și a exarhului de la Ravenna. Despre epoca de după înlocuirea lui Iustinian al II-lea (695) sunt știute doar detalii; în conformitate cu acestea Sergiu a întreprins multe călătorii, sfințind mai multe biserici noi.
Papa Sergiu a îmbogățit slujba liturghiei, adăugând de pildă cântarea Agnus Dei la aceasta. Bisericile romane au fost bogat decorate (în 688, rămășițele pământești ale lui Leon cel Mare au fost transferate în interiorul Bisericii Sf. Petru). Pe plan extern a contribuit la îmbunătățirea  relațiilor cu francii.
Biserica Catolică îl sărbătorește pe 8 septembrie (prima lui mențiune s-a făcut în calendarul festiv al lui Willibrord).